# Villanueva (Casanare)
Villanueva, Casanare. Es un municipio ubicado en el sur del departamento de Casanare, su fundación se remonta al año 1962, cuando era un caserío; luego en 1982 bajo la jurisdicción del municipio de Sabanalarga, Casanare. Villanueva logró ser elevada a la categoría de municipio. Villanueva es importante en el departamento de Casanare por su importancia económica y cultural a la región
La economía de Villanueva, se basa es agraria, y ganadera en el turismo con lugares como los ríos Tua, parte del Meta y Upia. Caños como el Aguaclara, Perales, o Arietes.
Según la Fundación Cajeto Guardia Ambiental, Villanueva cuenta con una oferta ecosistémica que aún la agroindustria no ha intervenido, aproximadamente de 4.000 hectáreas. Entre ellos, 62 kilómetros de ruta navegable desde Caribayona por el río Tua hasta la desembocadura del río Meta, en una trayectoria hacia el río Upía con desembarque en Santa Helena, corregimiento de Villanueva. 
En la travesía, se puede apreciar variedad de especies entre acuática y avifauna. Lagunas importantes que hacen parte de las ofertas ecosistémicas son la Madrevieja la Fundación, la laguna del Arco en Puerto Miriam y algunos vestigios de la laguna Agua Verde.

## Geografía
El municipio de Villanueva está ubicado al sur del departamento de Casanare, sobre la parte baja del piedemonte, a orillas de los caños Aguaclara y Perales o Arietes, a 4° 57” de latitud Norte y 73° 94” de longitud Oeste del meridiano de Greenwich. El casco urbano del municipio se encuentra localizado sobre los 300 metros sobre el nivel del mar y presenta una temperatura promedio de 25.7 °C, siendo los meses de enero a marzo los más calurosos; la temporada de lluvias se presenta a partir del mes de abril, prolongándose hasta octubre, de acuerdo con la estación del IDEAM Huerta La Granja. Estas características indican un clima cálido y húmedo o de bosque húmedo tropical (bhT) para el Municipio de Villanueva. Su ubicación estratégica sobre la carretera Marginal del Llano, la que cruza el casco urbano, le proporciona una gran afluencia de turistas y viajeros, que se desplazan a Villavicencio y Bogotá y viceversa, constituyéndose el municipio como centro turístico y vacacional, al igual que de intercambio de bienes y servicios. 
El municipio limita al norte con el municipio de Sabanalarga, al sur y occidente con el departamento del Meta, siendo los ríos Upía y Meta sus límites naturales y al oriente con los municipios de Monterrey y Tauramena, donde el río Túa es su límite natural. El municipio ocupa una extensión territorial de 852 kilómetros cuadrados.

## División Político-Administrativa
Además de su Cabecera municipal. Villanueva tiene bajo su jurisdicción los siguientes Centros poblados:
- Banquetas
- Caribayona
- El Triunfo
- Loma Linda
- San Agustín
- Santa Helena de Upía

#### Veredas
Aeropuerto - La Bastilla, Buenos Aires Alto y Bajo, Caimán Alto y Bajo, Caracolí, El Encanto, El Fical, El Horquetón, Flor Amarillo, Isla del Amparo, La Colmena, La Comarca, La Comarca - Leche Miel, La Libertad, Las Mercedes, Puerto Miriam, Puerto Rosales, Santa Rita y Vegas del Upía

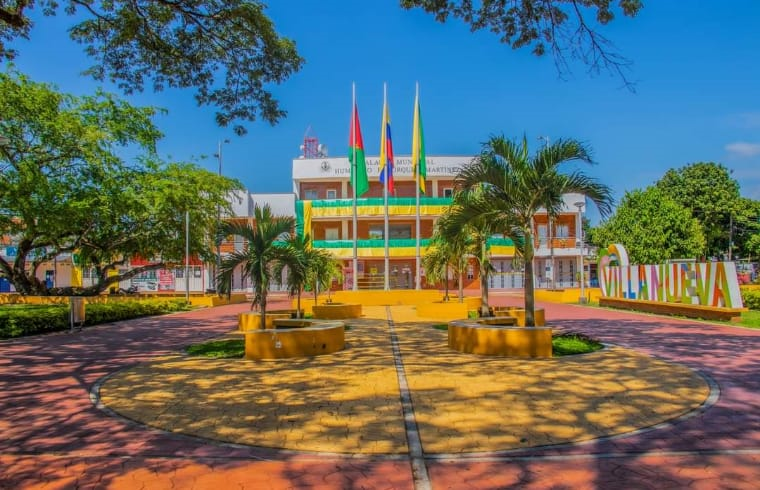
Parque principal del municipio

## Economía
La economía de Villanueva se fundamenta en el sector primario, con ciertos desarrollos agroindustriales, que al agregar valor conforman un sector de transformación o secundario. En términos generales aparece el desarrollo basado en el sector extractivo o sector primario (Agricultura y Ganadería), un sector de transformación o sector secundario y un sector comercial, de servicios y banca como sector terciario. Villanueva ha basado su desarrollo en la agricultura, pero especialmente en los cultivos comerciales de palma africana, arroz, sorgo y algodón. La ganadería bovina de cría, levante y ceba ocupa un segundo lugar dentro de las actividades del sector agropecuario ocupando un buen porcentaje de las áreas de explotación del municipio. 

### Sector Agropecuario
La actividad agropecuaria constituye el primer renglón económico del municipio, con el cultivo de palma africana (11.5% de su territorio), explotación de ganado vacuno y caballar, cultivos transitorios de arroz, soya, algodón, plátano, yuca, frutales, madera, piscicultura y avicultura en menor escala. En segunda instancia, cumple papel importante la producción de aceite crudo de palma, con dos plantas extractoras (Palmar del Oriente y Palmas Santana), trillado de arroz (Un molino en la zona urbana) y pequeñas unidades de confecciones y transformación de materia prima en pequeña escala. Un tercer renglón económico lo ocupan el comercio y los servicios, con alrededor de 810 establecimientos dedicados a la distribución de productos para la demanda interna.

#### Subsector Agrícola
Los análisis del sector agrícola del municipio se realiza utilizando la información de los censos agropecuarios que aunque pueden resultar imprecisos muestran tendencias de comportamiento. Hasta 1983 el sector agrícola se había desarrollado con base en los cultivos tradicionales. Con la apertura y mejoramiento de las vías carreteables, la producción agrícola comienza a mostrar excedentes en algunas áreas donde se presentan suelos de mejor calidad. Las actividades de producción en el sector agrícola se han realizado tradicionalmente en las orillas del río Upía y Tua, donde se presentan los mayores rendimientos comparados con los rendimientos que se obtienen en las áreas de Sabana. 
Cultivo del Plátano

El plátano constituye un renglón importante de la alimentación de la población. La producción abastece las necesidades de las familias que por tradición siembran en las orillas del río o de caños y quebradas o en terrenos que se utilizan después de realizar labores de tala de los bosques de montaña. Las mayores áreas cultivadas se encuentran en suelos clase III y IV. Son suelos moderadamente fértiles que se localizan en la zona de vega de los ríos Túa y Upía. Este cultivo tiene una gran importancia en la producción agrícola del municipio ya que es el único producto tradicional que se comercializa con otros municipios. Las variedades de plátano más común son tipo hartón, dominico, banano y topocho. La variedad de mayor importancia es el plátano hartón, por ser la variedad de mayor aceptación comercial. En la actualidad este cultivo no escapa a los problemas de Sigatoka negra, razón por la cual se hace necesaria la capacitación de los productores para el manejo de la enfermedad. 
Cultivo de la Yuca

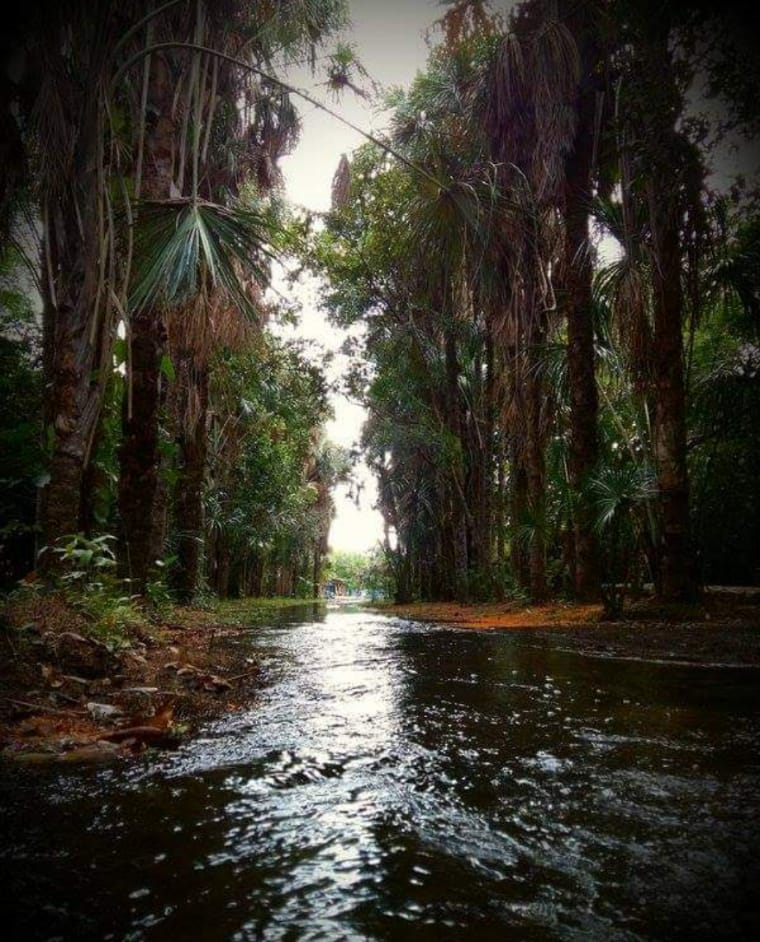
Zona rural, villanueva.

Este producto es cosechado en menor escala, pues sus áreas de siembra no sobrepasan las 10 hectáreas. Su producción suple las necesidades de consumo de la población y sirve para suplir la dieta de los animales domésticos. No se incrementa la producción de yuca por las dificultades en la comercialización. 
Cultivo del maíz
Este cultivo se desarrolla básicamente para el autoconsumo de la población y para suplir la dieta de aves y cerdos. Al igual que el cultivo de la yuca se realiza en pequeñas áreas que alternadamente son usadas para la siembra de pastos mejorados aumentando los problemas de deforestación y erosión en las riberas de caños y ríos. Para 1995 se registraron 40 ha de maíz, para el año 1996 la producción alcanzó una cifra de 56 ha . Las hectáreas registradas de yuca y maíz en el periodo 1995-1996 probablemente contribuyeron a la deforestación de bosques de galería, bosques secundarios y morichales. 
Cultivo del arroz

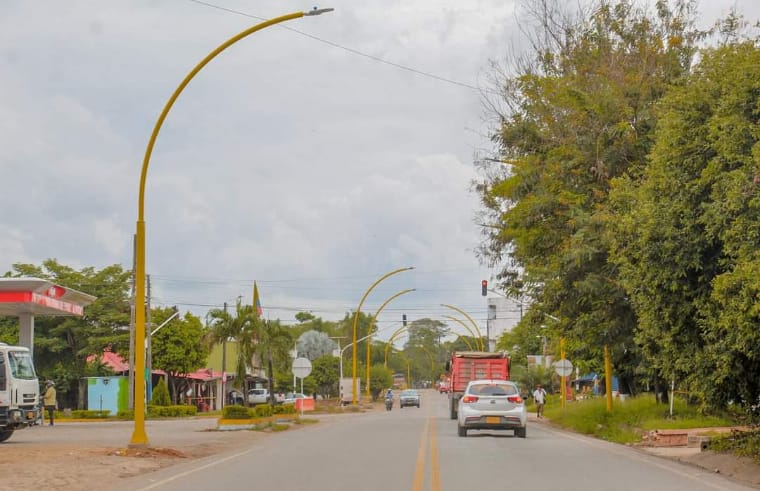
Carretera principal de ingreso a Villanueva

Este cultivo comercial se ha implantado en los municipios de Casanare gracias a la apertura de la vía Marginal del Llano. La subregión del sur de Casanare no ha sido la excepción y por ello encontramos importantes áreas sembradas en el municipio de Villanueva. Como se sabe, también existen grandes áreas en Aguazul, Trinidad, San Luis de Palenque y Yopal, entre otros municipios de reconocida importancia para este cultivo. 
Palma africana
Las características agroecológicas de los suelos del municipio de Villanueva al igual que las experiencias del vecino Departamento del Meta, han permitido el desarrollo de cultivos de palma africana para convertirse en un renglón de primera importancia para el desarrollo económico. La primera plantación de palma africana sé estableció en el año 1978 con la empresa denominada Palmar del Oriente, posteriormente establecieron plantaciones las empresas Palmas Casanare en 1986 y Palmas Santana, en el año 1988. En la actualidad son varias plantaciones de pequeños y medianos productores, con a´reas de siembra entre 5 a 100 hectáreas.
Subsector Pecuario

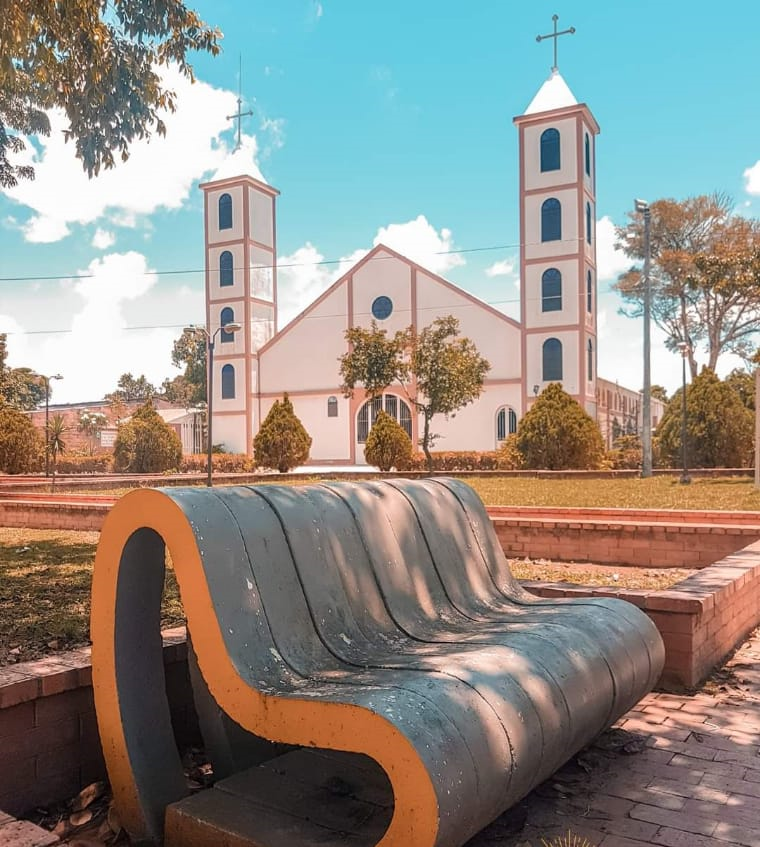
Iglesia principal del municipio

El mayor desarrollo pecuario en el municipio se sustenta con la ganadería bovina, mientras que las explotaciones de equinos, porcinos, aves y peces sirven para el consumo de la población. La explotación de ganadería en forma extensiva se viene desarrollando desde el siglo XVII, con la conformación de las Haciendas Jesuitas. En la actualidad en Villanueva se desarrollan actividades de ganadería semiextensiva en predios medianos que van desde las 100 hectáreas hasta las 2000. Como en todo el departamento de Casanare, se presenta un fenómeno de dueños ausentes que administran a través de parejas encargadas, quienes atienden la producción ganadera y de las nuevas actividades agrícolas comerciales. En estas explotaciones ganaderas se usan técnicas o formas de trabajo propias de la ganadería de sabana o de las explotaciones extensivas, en donde no se aplican formas tecnológicas complejas. A pesar de ello los márgenes de ganancia son atractivos por lo cual se continúa con las técnicas tradicionales. El desarrollo agroindustrial de Villanueva es estable y se expresa en la producción de aceite de palma y de arroz en forma industrial. El municipio produce además soya, algodón, plátano, yuca, cítricos, madera para muebles y postes y ganado vacuno.

## Turismo
Para llegar a Villanueva por vía terrestre desde Bogotá puede tomar dos rutas: por el Meta o por Boyacá. La primera es la ruta Bogotá-Villavicencio-Restrepo-Villanueva, que en vehículo particular toma alrededor de 4.30 h . La segunda es la ruta Bogotá-Sisga-Guateque-San Luis de Gaceno-Aguaclara-Villanueva, que toma alrededor de 5.30 h .

## Cultura

### Símbolos
El escudo fue adoptado mediante Acuerdo municipal n.º 0 14 del 5 de septiembre de 2006. El Escudo tendrá las siguientes características: es un círculo de color blanco de tamaño indefinido en cuyo interior se encuentran los aspectos socioeconómicos más sobresalientes del municipio como fuente de ingresos y de sustento de las familias villanuevences. Se destaca La palma africana y en el fondo el imponente sol naciente en el horizonte. Se entrelazan la mota de algodón y la espiga de arroz. En el centro se contempla el símbolo de la Ganadería como una de las primeras actividades económicas de la Población.